# Steve McClaren
Steve Barry McClaren (Fulford, 3 maggio 1961) è un allenatore di calcio, dirigente sportivo ed ex calciatore inglese, di ruolo centrocampista, attuale commissario tecnico della nazionale giamaicana.

## Carriera

### Prime esperienze
Subito dopo il ritiro dall'attività agonistica nel 1992, Steve McClaren divenne il vice-allenatore dell'Oxford United.
Il 15 giugno 1995 firmò con il Derby County, dove ricoprì la carica di assistente di Jim Smith, già capo-allenatore ad Oxford.
Il 31 gennaio 1999 colse l'opportunità di diventare assistente di Sir Alex Ferguson al Manchester United al posto di Brian Kidd.

### Middlesbrough
Il 21 giugno 2001 divenne l'allenatore del Middlesbrough; con il Boro vinse quello che per il club è il trofeo più prestigioso della sua storia, ovvero la Football League Cup nella stagione 2003-2004, sconfiggendo per 2-1 in finale il Bolton al Millennium Stadium di Cardiff. Nella stagione 2005-2006 condusse il Middlesbrough alla finale di Coppa UEFA al Philips Stadion di Eindhoven, perdendo per 0-4 contro il Siviglia. Al termine dell'annata rassegnò le sue dimissioni dal club dopo cinque anni.

### Nazionale inglese
Nell'estate del 2006 la Football Association annunciò che, una volta conclusosi il Mondiale in Germania, Steve McClaren sarebbe succeduto a Sven-Göran Eriksson sulla panchina della nazionale inglese. Nelle qualificazioni all'Europeo 2008, McClaren rinunciò a diversi giocatori-chiave ormai considerati anziani, tra cui David James, Sol Campbell e soprattutto David Beckham. Malgrado una buona partenza, le successive partite portarono a risultati altalenanti che misero a serio rischio la partecipazione dei britannici al torneo continentale; la sconfitta contro la Nazionale croata all'ultima giornata causò la mancata qualificazione in favore degli slavi e della Nazionale russa. Il giorno dopo fu esonerato.

### Twente
Nel giugno del 2008 firmò per gli olandesi del Twente, conseguendo buoni risultati alla sua prima stagione. Nell'annata successiva migliorò il rendimento della squadra, portandola a vincere il primo campionato della sua storia.

### Wolfsburg
L'11 maggio 2010 fu nominato nuovo allenatore del Wolfsburg, società tedesca con la quale firmò un contratto biennale. Dopo sei mesi in cui la squadra fu eliminata dalla DFB Pokal e si trovava al dodicesimo posto in campionato, la dirigenza dei "Lupi" decise di esonerarlo.

### Nottingham Forest
Il 13 giugno 2011 tornò in patria firmando un contratto triennale con il Nottingham Forest, club militante in seconda divisione con forti ambizioni al salto di categoria. Lasciò la squadra nel mese di gennaio per alcune incomprensioni con la società relative al calciomercato.

### Ritorno al Twente
Il 5 gennaio 2012 tornò alla guida del Twente firmando un contratto di due anni e mezzo e riuscì a portare il club al sesto posto in campionato. Il 6 gennaio 2013, dopo una serie di risultati negativi e dopo non aver vinto neanche una partita nel nuovo anno, fu esonerato.

### Derby County
Il 30 settembre 2013 diventò il nuovo allenatore del Derby County, subentrando all'esonerato Nigel Clough. Nella stagione 2013-2014 portò il club ad un passo dalla promozione in Premier League (3º posto), poi fallita a causa della sconfitta in finale dei play-off contro il Queen's Park Rangers (0-1). Il 25 maggio 2015 venne sollevato dall'incarico, al termine di un'annata che vide i Rams chiudere con un deludente 8º posto.

### Newcastle
Il 10 giugno 2015 tornò in Premier League venendo nominato nuovo tecnico del Newcastle, con cui firmò un contratto triennale. L'11 marzo 2016 venne sollevato dall'incarico.

### Nazionale giamaicana
Il 31 luglio 2024, dopo due stagioni da vice allenatore di Erik ten Hag al Manchester Utd, McClaren viene ufficialmente ingaggiato dalla Federazione giamaicana come nuovo commissario tecnico della nazionale maggiore.

## Statistiche

### Statistiche da allenatore

#### Club
Statistiche da allenatore aggiornate al 1º luglio 2019; in grassetto le competizioni vinte.
| Stagione             | Squadra              | Campionato           | Campionato | Campionato | Campionato | Campionato | Coppe nazionali | Coppe nazionali | Coppe nazionali | Coppe nazionali | Coppe nazionali | Coppe continentali | Coppe continentali | Coppe continentali | Coppe continentali | Coppe continentali | Altre coppe | Altre coppe | Altre coppe | Altre coppe | Altre coppe | Totale | Totale | Totale | Totale | % Vittorie | Piazzamento |
| Stagione             | Squadra              | Comp                 | G          | V          | N          | P          | Comp            | G               | V               | N               | P               | Comp               | G                  | V                  | N                  | P                  | Comp        | G           | V           | N           | P           | G      | V      | N      | P      | %          | Piazzamento |
| -------------------- | -------------------- | -------------------- | ---------- | ---------- | ---------- | ---------- | --------------- | --------------- | --------------- | --------------- | --------------- | ------------------ | ------------------ | ------------------ | ------------------ | ------------------ | ----------- | ----------- | ----------- | ----------- | ----------- | ------ | ------ | ------ | ------ | ---------- | ----------- |
| 2001-2002            | Middlesbrough        | PL                   | 38         | 12         | 9          | 17         | FACup+CdL       | 6+2             | 4+1             | 1+0             | 1+1             | -                  | -                  | -                  | -                  | -                  | -           | -           | -           | -           | -           | 46     | 17     | 10     | 19     | 36,96      | 12º         |
| 2002-2003            | Middlesbrough        | PL                   | 38         | 13         | 10         | 15         | FACup+CdL       | 1+2             | 0+1             | 0+0             | 1+1             | -                  | -                  | -                  | -                  | -                  | -           | -           | -           | -           | -           | 41     | 14     | 10     | 17     | 34,15      | 11º         |
| 2003-2004            | Middlesbrough        | PL                   | 38         | 13         | 9          | 16         | FACup+CdL       | 2+7             | 1+5             | 0+2             | 1+0             | -                  | -                  | -                  | -                  | -                  | -           | -           | -           | -           | -           | 47     | 19     | 11     | 17     | 40,43      | 11º         |
| 2004-2005            | Middlesbrough        | PL                   | 38         | 14         | 13         | 11         | FACup+CdL       | 2+2             | 1+1             | 0+0             | 1+1             | CU                 | 10                 | 5                  | 2                  | 3                  | -           | -           | -           | -           | -           | 52     | 21     | 15     | 16     | 40,38      | 7º          |
| 2005-2006            | Middlesbrough        | PL                   | 38         | 12         | 9          | 17         | FACup+CdL       | 8+3             | 4+2             | 3+0             | 1+1             | CU                 | 15                 | 8                  | 2                  | 5                  | -           | -           | -           | -           | -           | 64     | 26     | 14     | 24     | 40,63      | 14º         |
| Totale Middlesbrough | Totale Middlesbrough | Totale Middlesbrough | 190        | 64         | 50         | 66         |                 | 35              | 20              | 6               | 9               |                    | 25                 | 13                 | 4                  | 8                  |             | -           | -           | -           | -           | 250    | 97     | 60     | 83     | 38,80      |             |
| 2008-2009            | Twente               | ED                   | 34         | 20         | 9          | 5          | CO              | 6               | 5               | 1               | 0               | UCL+CU             | 2+8                | 0+4                | 0+0                | 2+4                | -           | -           | -           | -           | -           | 50     | 29     | 10     | 11     | 58,00      | 2º          |
| 2009-2010            | Twente               | ED                   | 34         | 27         | 5          | 2          | CO              | 5               | 4               | 0               | 1               | UCL+UEL            | 2+10               | 0+4                | 2+3                | 0+3                | -           | -           | -           | -           | -           | 51     | 35     | 10     | 6      | 68,63      | 1º          |
| 2010-gen. 2011       | Wolfsburg            | BL                   | 21         | 5          | 8          | 8          | CG              | 3               | 2               | 0               | 1               | -                  | -                  | -                  | -                  | -                  | -           | -           | -           | -           | -           | 24     | 7      | 8      | 9      | 29,17      | Esonerato   |
| 2011-gen. 2012       | Nottingham Forest    | FLC                  | 10         | 2          | 2          | 6          | FACup+CdL       | 0+3             | 1               | 1               | 1               | -                  | -                  | -                  | -                  | -                  | -           | -           | -           | -           | -           | 13     | 3      | 3      | 7      | 23,08      | Dimesso     |
| gen.-giu. 2012       | Twente               | ED                   | 17+2       | 8+0        | 3+1        | 6+1        | CO              | -               | -               | -               | -               | UCL+UEL            | 0+4                | 3                  | 0                  | 1                  | -           | -           | -           | -           | -           | 23     | 11     | 4      | 8      | 47,83      | 6º          |
| 2012-gen. 2013       | Twente               | ED                   | 21         | 12         | 6          | 3          | CO              | 2               | 1               | 0               | 1               | UEL                | 14                 | 6                  | 5                  | 3                  | -           | -           | -           | -           | -           | 37     | 19     | 11     | 7      | 51,35      | Esonerato   |
| Totale Twente        | Totale Twente        | Totale Twente        | 108        | 67         | 24         | 17         |                 | 13              | 10              | 1               | 2               |                    | 40                 | 17                 | 10                 | 13                 |             | -           | -           | -           | -           | 161    | 94     | 35     | 82     | 58,39      |             |
| 2013-2014            | Derby Country        | FLC                  | 36+3       | 22+2       | 6+0        | 8+1        | FACup+CdL       | 1+0             | 0               | 0               | 1               | -                  | -                  | -                  | -                  | -                  | -           | -           | -           | -           | -           | 40     | 24     | 6      | 10     | 60,00      | 3º          |
| 2014-2015            | Derby Country        | FLC                  | 46         | 21         | 14         | 11         | FACup+CdL       | 3+5             | 2+4             | 0+0             | 1+1             | -                  | -                  | -                  | -                  | -                  | -           | -           | -           | -           | -           | 54     | 27     | 14     | 12     | 50,00      | 8º          |
| 2015-gen. 2016       | Newcastle Utd        | PL                   | 29         | 6          | 6          | 17         | FACup+CdL       | 1+2             | 0+1             | 0+0             | 1+1             | -                  | -                  | -                  | -                  | -                  | -           | -           | -           | -           | -           | 32     | 7      | 6      | 19     | 21,88      | Esonerato   |
| 2016-gen. 2017       | Derby Country        | FLC                  | 26         | 12         | 6          | 8          | FACup+CdL       | 3+0             | 1               | 1               | 1               | -                  | -                  | -                  | -                  | -                  | -           | -           | -           | -           | -           | 29     | 13     | 7      | 9      | 44,83      | Esonerato   |
| Totale Derby Country | Totale Derby Country | Totale Derby Country | 108        | 67         | 24         | 17         |                 | 13              | 10              | 1               | 2               |                    | -                  | -                  | -                  | -                  |             | -           | -           | -           | -           | 161    | 94     | 35     | 82     | 58,39      |             |
| 2018-2019            | QPR                  | FLC                  | 39         | 12         | 8          | 19         | FACup+CdL       | 4+3             | 2+2             | 1+0             | 1+1             | -                  | -                  | -                  | -                  | -                  | -           | -           | -           | -           | -           | 46     | 16     | 9      | 21     | 34,78      | 19º         |
| Totale carriera      | Totale carriera      | Totale carriera      | 553        | 301        | 117        | 135        |                 | 69              | 44              | 7               | 18              |                    | 65                 | 30                 | 14                 | 21                 |             | 6           | 3           | 0           | 3           | 709    | 370    | 151    | 188    | 52,19      |             |

#### Nazionale
| Squadra     | Naz                    | dal            | al               | Record | Record | Record | Record | Record | Record | Record | Record     |
| Squadra     | Naz                    | dal            | al               | G      | V      | N      | P      | GF     | GS     | DR     | % Vittorie |
| ----------- | ---------------------- | -------------- | ---------------- | ------ | ------ | ------ | ------ | ------ | ------ | ------ | ---------- |
| Inghilterra | Inghilterra (bandiera) | 1º agosto 2006 | 22 novembre 2007 | 18     | 9      | 3      | 6      | 32     | 12     | +20    | 50,00      |
| Giamaica    | Giamaica (bandiera)    | 31 luglio 2024 | in carica        | 6      | 2      | 2      | 2      | 6      | 6      | +0     | 33,33      |
| Totale      | Totale                 | Totale         | Totale           | 24     | 11     | 5      | 8      | 38     | 18     | +20    | 45,83      |

#### Nazionale inglese nel dettaglio
| 2006               | Inghilterra        | Qual. Euro 2008    | 3º nel Gruppo E, non qualificato | 4  | 2 | 1 | 1 | 50,00 | 6  | 2  | +4  |
| 2007               | Inghilterra        | Qual. Euro 2008    | 3º nel Gruppo E, non qualificato | 8  | 5 | 2 | 1 | 62,50 | 18 | 5  | +13 |
| Dal 2006 al 2007   | Inghilterra        | Amichevoli         |                                  | 6  | 2 | 1 | 3 | 33,33 | 8  | 5  | +3  |
| Totale Inghilterra | Totale Inghilterra | Totale Inghilterra | Totale Inghilterra               | 18 | 9 | 4 | 5 | 50,00 | 32 | 12 | +20 |

#### Panchine da commissario tecnico della nazionale inglese
| Cronologia completa delle presenze e delle reti in nazionale ― Inghilterra | Cronologia completa delle presenze e delle reti in nazionale ― Inghilterra | Cronologia completa delle presenze e delle reti in nazionale ― Inghilterra | Cronologia completa delle presenze e delle reti in nazionale ― Inghilterra | Cronologia completa delle presenze e delle reti in nazionale ― Inghilterra | Cronologia completa delle presenze e delle reti in nazionale ― Inghilterra | Cronologia completa delle presenze e delle reti in nazionale ― Inghilterra | Cronologia completa delle presenze e delle reti in nazionale ― Inghilterra |
| Data                                                                       | Città                                                                      | In casa                                                                    | Risultato                                                                  | Ospiti                                                                     | Competizione                                                               | Reti                                                                       | Note                                                                       |
| -------------------------------------------------------------------------- | -------------------------------------------------------------------------- | -------------------------------------------------------------------------- | -------------------------------------------------------------------------- | -------------------------------------------------------------------------- | -------------------------------------------------------------------------- | -------------------------------------------------------------------------- | -------------------------------------------------------------------------- |
| 16-8-2006                                                                  | Manchester                                                                 | Inghilterra                                                                | 4 – 0                                                                      | Grecia                                                                     | Amichevole                                                                 | John Terry Frank Lampard 2 Peter Crouch                                    | Cap: J. Terry                                                              |
| 2-9-2006                                                                   | Manchester                                                                 | Inghilterra                                                                | 5 – 0                                                                      | Andorra                                                                    | Qual. Euro 2008                                                            | 2 Peter Crouch Steven Gerrard 2 Jermain Defoe                              | Cap: J. Terry                                                              |
| 6-9-2006                                                                   | Skopje                                                                     | Macedonia                                                                  | 0 – 1                                                                      | Inghilterra                                                                | Qual. Euro 2008                                                            | Peter Crouch                                                               | Cap: J. Terry                                                              |
| 7-10-2006                                                                  | Manchester                                                                 | Inghilterra                                                                | 0 – 0                                                                      | Macedonia                                                                  | Qual. Euro 2008                                                            | -                                                                          | Cap: J. Terry                                                              |
| 11-10-2006                                                                 | Zagabria                                                                   | Croazia                                                                    | 2 – 0                                                                      | Inghilterra                                                                | Qual. Euro 2008                                                            | -                                                                          | Cap: J. Terry                                                              |
| 15-11-2006                                                                 | Amsterdam                                                                  | Paesi Bassi                                                                | 1 – 1                                                                      | Inghilterra                                                                | Amichevole                                                                 | Wayne Rooney                                                               | Cap: J. Terry                                                              |
| 7-2-2007                                                                   | Manchester                                                                 | Inghilterra                                                                | 0 – 1                                                                      | Spagna                                                                     | Amichevole                                                                 | -                                                                          | Cap: S. Gerrard                                                            |
| 24-3-2007                                                                  | Tel Aviv                                                                   | Israele                                                                    | 0 – 0                                                                      | Inghilterra                                                                | Qual. Euro 2008                                                            | -                                                                          | Cap: J. Terry                                                              |
| 28-3-2007                                                                  | Barcellona                                                                 | Andorra                                                                    | 0 – 3                                                                      | Inghilterra                                                                | Qual. Euro 2008                                                            | 2 Steven Gerrard David Nugent                                              | Cap: J. Terry                                                              |
| 1º-6-2007                                                                  | Londra                                                                     | Inghilterra                                                                | 1 – 1                                                                      | Brasile                                                                    | Amichevole                                                                 | John Terry                                                                 | Cap: J. Terry                                                              |
| 6-6-2007                                                                   | Tallinn                                                                    | Estonia                                                                    | 0 – 3                                                                      | Inghilterra                                                                | Qual. Euro 2008                                                            | Joe Cole Peter Crouch Michael James Owen                                   | Cap: J. Terry                                                              |
| 22-8-2007                                                                  | Londra                                                                     | Inghilterra                                                                | 1 – 2                                                                      | Germania                                                                   | Amichevole                                                                 | Frank Lampard                                                              | Cap: J. Terry                                                              |
| 8-9-2007                                                                   | Londra                                                                     | Inghilterra                                                                | 3 – 0                                                                      | Israele                                                                    | Qual. Euro 2008                                                            | Shaun Wright-Phillips Michael James Owen Micah Richards                    | Cap: J. Terry                                                              |
| 12-9-2007                                                                  | Londra                                                                     | Inghilterra                                                                | 3 – 0                                                                      | Russia                                                                     | Qual. Euro 2008                                                            | 2 Michael James Owen Rio Ferdinand                                         | Cap: J. Terry                                                              |
| 13-10-2007                                                                 | Londra                                                                     | Inghilterra                                                                | 3 – 0                                                                      | Estonia                                                                    | Qual. Euro 2008                                                            | Shaun Wright-Phillips Wayne Rooney autorete                                | Cap: S. Gerrard                                                            |
| 17-10-2007                                                                 | Mosca                                                                      | Russia                                                                     | 2 – 1                                                                      | Inghilterra                                                                | Qual. Euro 2008                                                            | Wayne Rooney                                                               | Cap: S. Gerrard                                                            |
| 16-11-2007                                                                 | Vienna                                                                     | Austria                                                                    | 0 – 1                                                                      | Inghilterra                                                                | Amichevole                                                                 | Peter Crouch                                                               | Cap: S. Gerrard                                                            |
| 21-11-2007                                                                 | Londra                                                                     | Inghilterra                                                                | 2 – 3                                                                      | Croazia                                                                    | Qual. Euro 2008                                                            | Frank Lampard (rig.) Peter Crouch                                          | Cap: S. Gerrard                                                            |
| Totale                                                                     |                                                                            | Presenze                                                                   | 18                                                                         |                                                                            | Reti                                                                       | 32                                                                         |                                                                            |

#### Nazionale giamaicana nel dettaglio
| 2024            | Giamaica        | CONCACAF Nations League 2024-2025 | Quarti di finale                                | 6  | 2 | 2 | 2 | 33,33   | 6  | 6  | +0 |
| mar. 2025       | Giamaica        | Qual. Gold Cup 2025               | qualificato                                     | 2  | 1 | 1 | 0 | 50,00   | 4  | 1  | +3 |
| giu. 2025       | Giamaica        | Gold Cup 2025                     | Eliminato nella fase a gironi (3° nel gruppo C) | 3  | 1 | 0 | 2 | 33,33   | 3  | 6  | -3 |
| 2025            | Giamaica        | Qual. mondiale 2026               | Sub., in corso                                  | 2  | 2 | 0 | 0 | 100,00& | 4  | 0  | +4 |
| Dal 2024        | Giamaica        | Amichevoli                        |                                                 | 4  | 2 | 2 | 0 | 50,00   | 7  | 5  | +2 |
| Totale Giamaica | Totale Giamaica | Totale Giamaica                   | Totale Giamaica                                 | 17 | 8 | 5 | 4 | 47,06   | 24 | 18 | +6 |

#### Panchine da commissario tecnico della nazionale giamaicana
| Cronologia completa delle presenze e delle reti in nazionale ― Giamaica | Cronologia completa delle presenze e delle reti in nazionale ― Giamaica | Cronologia completa delle presenze e delle reti in nazionale ― Giamaica | Cronologia completa delle presenze e delle reti in nazionale ― Giamaica | Cronologia completa delle presenze e delle reti in nazionale ― Giamaica | Cronologia completa delle presenze e delle reti in nazionale ― Giamaica | Cronologia completa delle presenze e delle reti in nazionale ― Giamaica | Cronologia completa delle presenze e delle reti in nazionale ― Giamaica |
| Data                                                                    | Città                                                                   | In casa                                                                 | Risultato                                                               | Ospiti                                                                  | Competizione                                                            | Reti                                                                    | Note                                                                    |
| ----------------------------------------------------------------------- | ----------------------------------------------------------------------- | ----------------------------------------------------------------------- | ----------------------------------------------------------------------- | ----------------------------------------------------------------------- | ----------------------------------------------------------------------- | ----------------------------------------------------------------------- | ----------------------------------------------------------------------- |
| 7-9-2024                                                                | Kingston                                                                | Giamaica                                                                | 0 – 0                                                                   | Cuba                                                                    | CONCACAF Nations League 2024-2025 - Lega A                              | -                                                                       | Cap: A.Blake                                                            |
| 11-9-2024                                                               | Tegucigalpa                                                             | Honduras                                                                | 1 – 2                                                                   | Giamaica                                                                | CONCACAF Nations League 2024-2025 - Lega A                              | autorete Michail Antonio (rig.)                                         | Cap: A.Blake                                                            |
| 11-10-2024                                                              | Managua                                                                 | Nicaragua                                                               | 0 – 2                                                                   | Giamaica                                                                | CONCACAF Nations League 2024-2025 - Lega A                              | autorete Romario Williams                                               | Cap: A.Blake                                                            |
| 15-10-2024                                                              | Kingston                                                                | Giamaica                                                                | 0 – 0                                                                   | Honduras                                                                | CONCACAF Nations League 2024-2025 - Lega A                              | -                                                                       | Cap: A.Blake                                                            |
| 15-11-2024                                                              | Kingston                                                                | Giamaica                                                                | 0 – 1                                                                   | Stati Uniti                                                             | CONCACAF Nations League 2024-2025 - Quarti d finale                     | -                                                                       | Cap: A.Blake                                                            |
| 19-11-2024                                                              | Saint Louis                                                             | Stati Uniti                                                             | 4 – 2                                                                   | Giamaica                                                                | CONCACAF Nations League 2024-2025 - Quarti d finale                     | 2 Demarai Gray                                                          | Cap: A.Blake                                                            |
| 7-2-2025                                                                | Montego Bay                                                             | Giamaica                                                                | 1 – 0                                                                   | Trinidad e Tobago                                                       | Amichevole                                                              | Sue-Lae McCalla                                                         |                                                                         |
| 10-2-2025                                                               | Kingston                                                                | Giamaica                                                                | 1 – 1                                                                   | Trinidad e Tobago                                                       | Amichevole                                                              | autorete                                                                |                                                                         |
| 22-3-2025                                                               | Kingstown                                                               | Saint Vincent e Grenadine                                               | 1 – 1                                                                   | Giamaica                                                                | Qual. Gold Cup 2025                                                     | Leon Bailey (rig.)                                                      | Cap: A.Blake                                                            |
| 26-3-2025                                                               | Kingston                                                                | Giamaica                                                                | 3 – 0                                                                   | Saint Vincent e Grenadine                                               | Qual. Gold Cup 2025                                                     | Warner Brown autorete Renaldo Cephas                                    | Cap: A.Blake                                                            |
| 27-5-2025                                                               | Londra                                                                  | Giamaica                                                                | 3 – 2                                                                   | Trinidad e Tobago                                                       | Amichevole                                                              | Kasey Palmer (rig.) Rumarn Burrell Richard King (rig.)                  | Cap: A.Bell                                                             |
| 31-5-2025                                                               | Londra                                                                  | Giamaica                                                                | 2 – 2 (4 - 5 dtr)                                                       | Nigeria                                                                 | Amichevole                                                              | Kaheim Dixon Jon Russell                                                | Cap: A.Bell                                                             |
| 7-6-2025                                                                | Road Town                                                               | Isole Vergini Britanniche                                               | 0 – 1                                                                   | Giamaica                                                                | Qual. Mondiali 2026                                                     | Warner Brown                                                            | Cap: A.Blake                                                            |
| 11-6-2025                                                               | Kingston                                                                | Giamaica                                                                | 3 – 0                                                                   | Guatemala                                                               | Qual. Mondiali 2026                                                     | Jon Russell 2 Warner Brown                                              | Cap: A.Blake                                                            |
| 17-6-2025                                                               | Carson                                                                  | Giamaica                                                                | 0 – 1                                                                   | Guatemala                                                               | Gold Cup 2025 - 1°turno                                                 | -                                                                       | Cap: A.Blake                                                            |
| 21-6-2025                                                               | San Jose                                                                | Giamaica                                                                | 2 – 1                                                                   | Guadalupa                                                               | Gold Cup 2025 - 1°turno                                                 | Leon Bailey Jon Russell                                                 | Cap: A.Blake                                                            |
| 25-6-2025                                                               | Austin                                                                  | Panama                                                                  | 4 – 1                                                                   | Giamaica                                                                | Gold Cup 2025 - 1°turno                                                 | Amari'i Bell                                                            | Cap: A.Blake                                                            |
| Totale                                                                  |                                                                         | Presenze                                                                | 17                                                                      |                                                                         | Reti                                                                    | 24                                                                      |                                                                         |

## Palmarès

### Giocatore

#### Club

##### Competizioni nazionali
- Second Division: 1

Derby County: 1986-1987

### Allenatore

#### Club
- Coppa di Lega inglese: 1

Middlesbrough: 2003-2004
- Campionato olandese: 1

Twente: 2009-2010

#### Individuale
- Rinus Michels Award: 1

2010